# Shiwa
Shiwa (紫波町?) è una cittadina giapponese della prefettura di Iwate.